# Hell Pizza

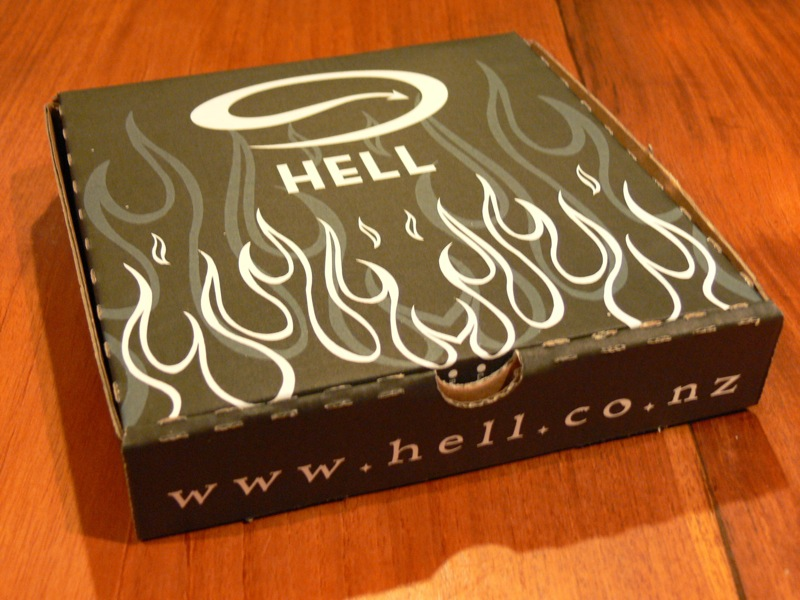
Pizzakarton Hell

Hell Pizza ist eine Pizzakette aus Neuseeland. Sie ist in 18 Städten Neuseelands sowie in Großbritannien in Fulham/London aktiv. Insgesamt verfügt die Kette über etwa 65 Restaurants als Franchiseunternehmen.

## Geschichte
Begonnen hatte das Unternehmen 1996 mit einem Standort unweit der Victoria University of Wellington. Callum Davies kaufte einen Pizzaladen und führte das Hell-Konzept ein. Stuart McMullin nahm nach eigenen Aussagen zu diesem Zeitpunkt die Position des Anwalts des Teufels ein. 1999 stieg McMullin in das Unternehmen ein und sie eröffneten ein zweites Geschäft. 2002 wurde Warren Powell Otis Partner von Hell Pizza und das Unternehmen begann sein Franchisekonzept.

## Werbekampagnen
Die Kette ist bekannt für ihre umstrittenen Werbekampagnen, welche von der Cinderella Ltd. durchgeführt werden. 2005 zeigten Plakatwände ein Foto vom US-Präsidenten George W. Bush und nebenstehend den Text Hell. Too good for some evil bastards. Ein anderes Plakat zeigte ebenfalls, den etwas verfremdeten, Bush mit dem Text Even Hell has its standards.
2006 produzierte sie Pizzen mit den Bezeichnungen der sieben schlechten Charaktereigenschaften, welche die Ursachen für Todsünden sind. Für die Pizza Lust verteilte das Unternehmen 170.000 Packungen mit einem Kondom und einer Anleitung zum Sex als Postwurfsendungen.
2007 stellte Hell Pizza auf Grund von Beschwerden eine Plakatwerbung ein. Die Plakate zeigten Adolf Hitler beim Hitlergruß mit einer Pizza in der Hand. Die nachfolgenden Plakate waren aber kaum weniger provokativ. Sie zeigen Papst Benedikt XVI., welcher sagt Hell is real and eternal (deutsch Die Hölle ist wirklich und ewig.)
Am 29. Juli 2010 veröffentlichte Hell Pizza bei YouTube einen interaktiven Werbespot. Der Zuschauer muss dabei Entscheidungen treffen, die den weiteren Verlauf der Handlung bestimmt. Ziel ist es, in einer Stadt voller Zombies den Kunden eine Pizza zu liefern, ohne dabei zu sterben.